# マンフレート・キンダー
マンフレート・キンダー（Manfred Kinder、1938年4月20日 - ）は、旧西ドイツの陸上競技選手。1960年ローマオリンピックの銀メダリストである。

## 経歴
キンダーは400mを得意とした選手で、1960年ローマオリンピックの400mでは5位に終わったものの、キンダーと、ヨアヒム・レスケ、ヨハネス・カイザー、カール・カウフマンで挑んだ4×400リレーでは、アメリカに次いで銀メダルを獲得した。
キンダーは、1964年東京オリンピックの4×400mリレーは5位という結果に終わったが、1968年メキシコシティーオリンピックの4×400mリレーではヘルマー・ミュラー、ゲルハルト・ヘンニゲ、マルチン・イェリングハウスとともに出場し、アメリカ、ケニアに次いで銅メダルを獲得した。

## 主な実績
| 年   | 大会                     | 場所                         | 種目         | 結果 | 記録     |
| ---- | ------------------------ | ---------------------------- | ------------ | ---- | -------- |
| 1960 | オリンピック             | ローマ(イタリア)             | 400m         | 5位  | 45秒9    |
| 1960 | オリンピック             | ローマ(イタリア)             | 4×400mリレー | 2位  | 3分02秒7 |
| 1962 | ヨーロッパ陸上選手権     | ベオグラード(ユーゴスラビア) | 400m         | 2位  | 46秒1    |
| 1962 | ヨーロッパ陸上選手権     | ベオグラード(ユーゴスラビア) | 4×400mリレー | 1位  | 3分05秒8 |
| 1964 | オリンピック             | 東京(日本)                   | 4×400mリレー | 5位  | 3分04秒3 |
| 1966 | ヨーロッパ室内陸上選手権 | ドルトムント(西ドイツ)       | 400m         | 2位  | 46秒3    |
| 1966 | ヨーロッパ陸上選手権     | ブダペスト(ハンガリー)       | 400m         | 3位  | 46秒3    |
| 1966 | ヨーロッパ陸上選手権     | ブダペスト(ハンガリー)       | 4×400mリレー | 2位  | 3分04秒8 |
| 1967 | ヨーロッパ室内陸上選手権 | プラハ(チェコスロバキア)     | 400m         | 1位  | 48秒4    |
| 1968 | オリンピック             | メキシコシティ(メキシコ)     | 4×400mリレー | 3位  | 3分00秒5 |